# Marroquinería
La marroquinería es el arte y la técnica de trabajar con cuero fino para fabricar artículos pequeños como bolsos, carteras, cinturones, guantes, maletines y otros accesorios. Aunque históricamente se asocia con la elaboración de objetos prácticos y duraderos, en la actualidad también representa una forma de diseño y expresión artística dentro del ámbito de la moda y el lujo.

## Etimología
La palabra marroquinería proviene del término francés maroquinerie, que a su vez deriva de maroquin, una forma de cuero originaria de Marruecos. Este material, generalmente de cabra, se caracterizaba por su suavidad, tinte brillante y olor característico. Desde el siglo XVI, los productos elaborados con este tipo de cuero fueron altamente valorados en Europa.

## Historia
El trabajo del cuero es una de las artesanías más antiguas de la humanidad. En Mesopotamia, Egipto y Grecia ya se utilizaban técnicas para curtir pieles y fabricar objetos como sandalias, envases o armas decorativas. Sin embargo, la marroquinería como actividad especializada floreció a partir de la Edad Media, cuando se empezaron a diferenciar los oficios del curtidor, el talabartero y el guarnicionero. En el siglo XIX, con la aparición del turismo y el transporte en tren, aumentó la demanda de artículos de viaje, lo que impulsó el desarrollo de casas de lujo como Louis Vuitton (fundada en 1854) o Goyard.
Durante el siglo XX, la marroquinería se consolidó como una industria clave en la moda. Firmas como Hermès, fundada originalmente como talabartería en 1837, expandieron su producción hacia bolsos y accesorios de alto valor artesanal.

## Materias primas
Tradicionalmente, la marroquinería utiliza pieles curtidas de animales como:
- Vaca o ternera: muy resistente, ideal para bolsos y maletas.
- cabra: flexible y con textura granulada, común en productos finos.
- Cordero: suave y delicada, habitual en guantes o productos de lujo.
- exóticas: como cocodrilo, avestruz o pitón, asociadas al lujo extremo.

El curtido puede ser vegetal (más ecológico y tradicional) o al cromo (más rápido y económico, aunque menos sostenible).

## Procesos de fabricación
El proceso de marroquinería incluye varias etapas fundamentales:
1. Selección del cuero: evaluando su grosor, textura y ausencia de imperfecciones.
2. Corte: manual o mediante troqueles, según el patrón del diseño.
3. Refilado y rebajado: para ajustar los grosores y facilitar el montaje.
4. Montaje y cosido: ya sea a mano (como en la costura de guarnicionero) o con máquina.
5. Tintado, pulido y acabados: para mejorar la estética y durabilidad.

Las casas de marroquinería artesanal suelen enfatizar el trabajo manual y los acabados personalizados, elementos que distinguen un producto de lujo de uno industrial.

## Marroquinería contemporánea
En la actualidad, la marroquinería forma parte esencial de la industria de la moda y el lujo. Además de las marcas históricas, han surgido firmas independientes que apuestan por la sostenibilidad, la trazabilidad de materiales y el trabajo ético.
España, y en particular la localidad de Ubrique (Cádiz), es reconocida internacionalmente como uno de los principales centros de producción de marroquinería de alta gama, abasteciendo a casas de moda europeas y americanas.

## Impacto ambiental y sostenibilidad
El uso de pieles animales y el curtido químico han generado preocupaciones medioambientales. En respuesta, muchas marcas están incorporando prácticas más sostenibles, como:
- Curtido vegetal sin metales pesados.
- Uso de cuero reciclado o subproductos alimentarios.
- Transparencia en la cadena de suministro.
- Alternativas vegetales o sintéticas como el "cuero de cactus" o el "cuero de micelio".